# Aleksander Skotnicki (bác sỹ huyết học)
Aleksander Bartłomiej Skotnicki (sinh ngày 24 tháng 8 năm 1948) là bác sĩ huyết học và cấy ghép nội tạng người Ba Lan. Ông còn là giáo sư khoa học y khoa, trưởng phòng khám huyết học của Đại học Y khoa Jagiellonia giai đoạn 1993–2018, giảng viên, nhà hoạt động xã hội, thành viên của Viện Hàn lâm Khoa học và Nghệ thuật Ba Lan.

## Tiểu sử
Ông sinh ngày 24 tháng 8 năm 1948 là con trai của Roman Skotnicki và Alina Sokołowska. Alina Sokołowska nhà tâm lý học, một nhà hoạt động của Hiệp hội Vệ sinh Tâm thần Ba Lan và là giảng viên tại Học viện Y khoa ở Kraków. Bà ngoại của ông là Janina Anna Sokołowska. Bà là giáo viên trung học, nhà hoạt động xã hội và là người tham gia cuộc kháng chiến Ba Lan trong Thế chiến thứ hai.

## Công trình khoa học

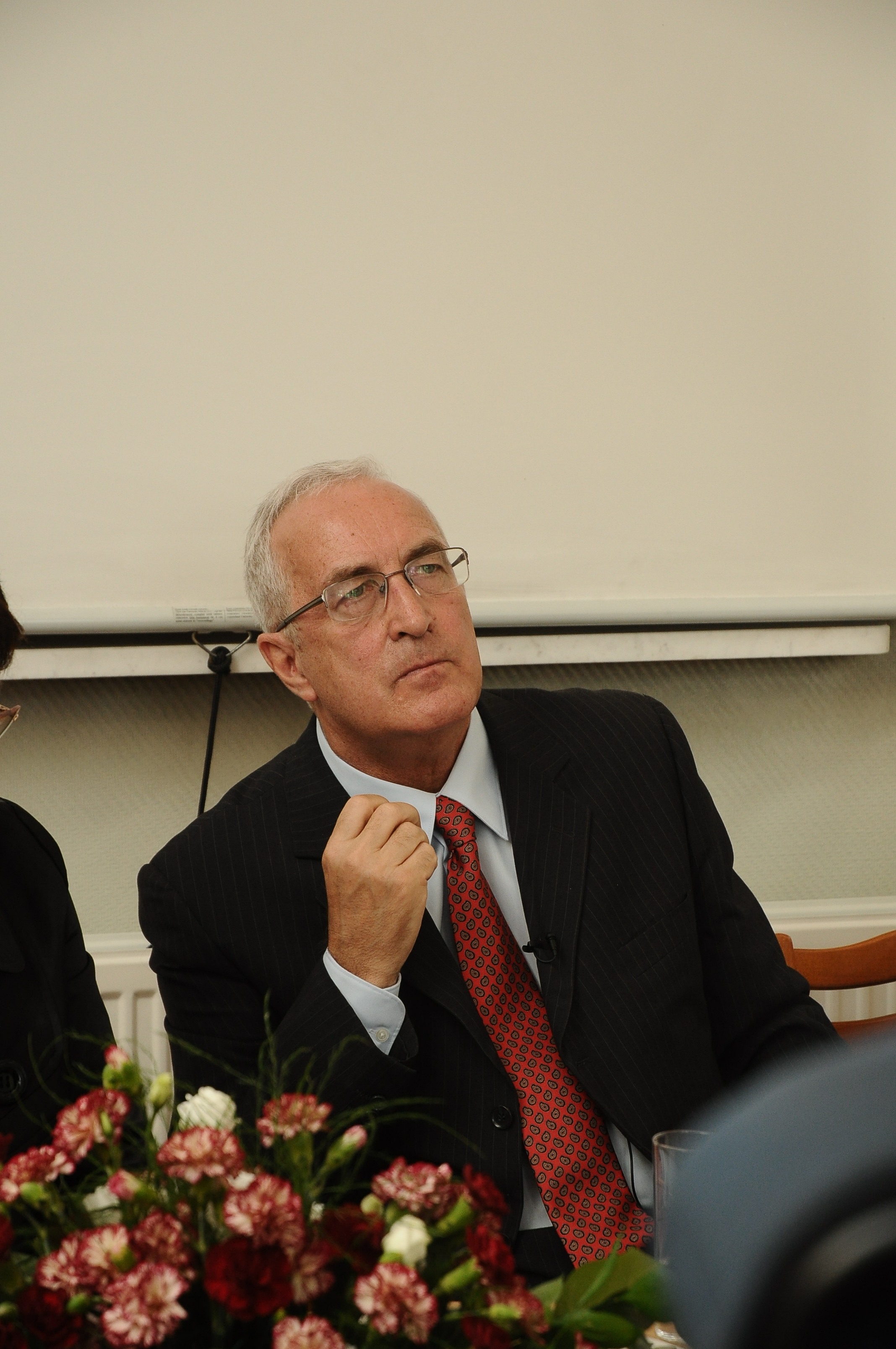
Aleksander Skotnicki năm 2009

Từ năm 1962–1966, Aleksander Skotnicki theo học tại trường trung học Jan III Sobieski ở Kraków. Năm 1972, ông tốt nghiệp Học viện Y khoa ở Kraków. Ông là học trò của Julian Aleksandrowicz.
Năm 1995, Skotnicki thăng chức danh giáo sư khoa học y khoa. Trong những năm 1993–2018, ông là Trưởng phòng khám Huyết học thuộc Trường Cao đẳng Y tế Đại học Jagiellonia, và tham gia thành lập trung tâm điều trị các khối u của mô tạo máu và lympho và ghép tế bào gốc tạo máu.
Ông đã xuất bản hơn 250 bài báo nghiên cứu trên các tạp chí bình duyệt quốc tế.
Trong nhiều năm, ông là giảng viên tại Học viện Y tế ở Kraków và Cao đẳng Y tế Đại học Jagiellonia. Ông phản biện hơn 40 luận án tiến sĩ và sau tiến sĩ.
Ông được bầu làm thành viên của Viện Hàn lâm Khoa học và Nghệ thuật Ba Lan.

## Hoạt động xã hội
Skotnicki tham gia vào một số tổ chức phi chính phủ. Ông là thành viên danh dự và là Chủ tịch chi nhánh Kraków của Hiệp hội Bác sĩ Huyết học và Truyền máu Ba Lan, Phó Chủ tịch Hiệp hội Y khoa Kraków và Chủ tịch Hội đồng quản trị của Quỹ "Trung tâm Đối thoại Stradom".
Ông nghiên cứu về các vấn đề liên quan đến lịch sử của người Do Thái ở Ba Lan, đặc biệt là Holocaust, và có những hành động tưởng nhớ các nạn nhân. Ông đã liên lạc với những người Do Thái sống sót sau Holocaust, bao gồm cả những người trong danh sách của Schindler. Ông đã ghi lại lịch sử của những người Do thái từng sống ở Kraków và nơi sống của họ ở nhiều nơi trên thế giới sau Thế chiến II. Ông tổ chức các cuộc triển lãm ảnh và tài liệu về người Do Thái ở Ba Lan.
Skotnicki tổ chức các cuộc gặp gỡ thường niên dành cho các bệnh nhân sau khi được cấy ghép tế bào gốc tạo máu; cũng như tổ chức các cuộc đấu giá hàng năm các tác phẩm nghệ thuật dành cho bệnh nhân lơ xê mi.

## Đời tư
Ông kết hôn với Małgorzata Tarczyńska, có hai con trai Stanisław (sinh năm 1982) và Jan (sinh năm 1986).

## Sách
- Arka. Opowieść o życiu tôi przetrwaniu. Aleksander Skotnicki trong cuộc trò chuyện với Katarzyna Kachel và Maciej Kwaśniewski (phỏng vấn) (iếng Ba Lan). Nhà xuất bản Znak, 2019.

## Giải thưởng
- Złota Odznaka Towarzystwa Walki z Kalectwem, 1988
- Odznaka "Zasłużonemu – Polskie Towarzystwo Lekarskie", 1999 rok
- Medal Polskiej Wojskowej Służby Krwi, 2000 rok
- Złoty Medal Fundacji Prometeusz – Pro Publico Bono, 2000 rok
- Krzyż Kawalerski Orderu Odrodzenia Polski, 2000 rok
- Nagroda Jana Karskiego i Poli Nireńskiej na rok 2009
- Jubileuszowy Medal 60-lecia Nauczania Medycyny w Lublinie
- Medal Doktora Aleksandra Kremera, 2006 r. (Towarzystwo Lekarskie Krakowskie, za zasługi dla TL)
- Honoris Gratia, 2006 rok ( dla szczególnie zasłużonych dla miasta Krakowa)
- Bene Meritus, 2006 r. (Polskie Towarzystwo Lekarskie- dla osób działających na rzecz ochrony zdrowia)
- Medal „Gloria Medicinae", 2007 r. (Polskie Towarzystwo Lekarskie- dla najbardziej zasłużonych lekarzy)
- Człowiek Roku 2009 w plebiscycie Gazety Krakowskiej
- Laureat konkursu Profesjonaliści Forbesa 2013 r. w województwie małopolskim w dziedzinie medycyny

Nguồn.